# HTC Desire C

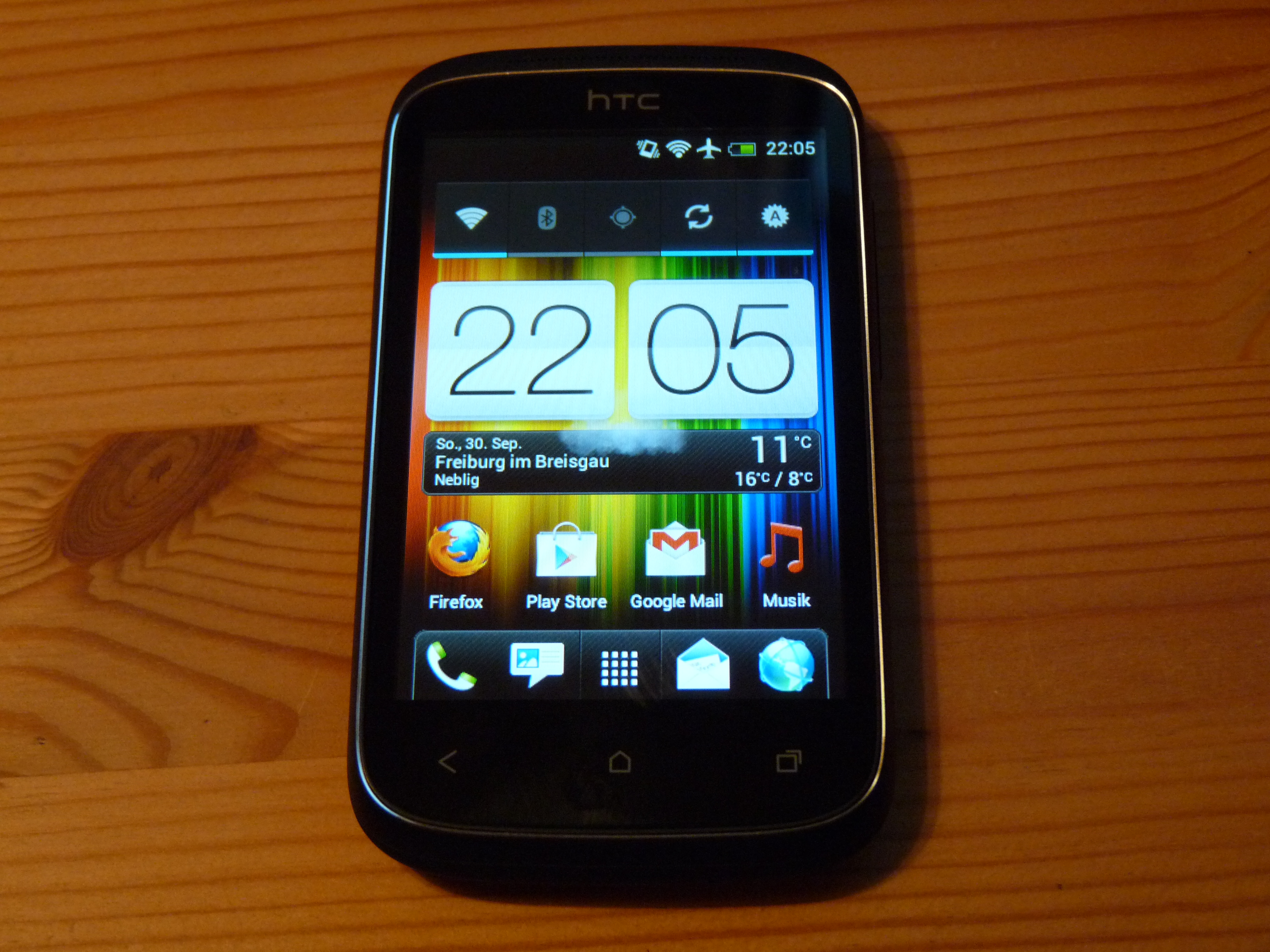
HTC Desire C

HTC Desire C是臺灣手機製造公司宏達電於2012年7月推出的低階低價智慧型手機。

## 規格[1]
- 螢幕：3.5" TFT-LCD 320x480 佔屏比56.1%
- 處理器：Qualcomm Snapdragon S1 MSM7225A 單核心 600MHz ARM Cortex-A5
- 相機：500萬畫素、固定焦距、480p錄影
- 重量：98g
- 尺寸：107.2 x 60.6 x 11.95 mm
- RAM：512MB LPDDR
- ROM：4GB
- 記憶卡擴充：microSDHC,最大支援32GB
- 電池：可拆卸式1230mAh鋰離子電池
- 顔色：■ 黑、■ 紅、■ 白
- 其他功能：Beats by Dr. Dre、HTC Watch、HTC Sense 4.0
- 作業系統：Android 4.0
- 産地： 中華民國臺灣
- 上市國： 全球